# Bartold Knaust
Bartold Knaust (auch: Bartold Knost oder Bartold Knust sowie Bartold Knusten; * um 1567; † 30. März 1642 in Hannover) war ein deutscher Stadthauptmann, der sich im Dreißigjährigen Krieg um die Verteidigung der Stadt Hannover verdient gemacht hat.

## Leben

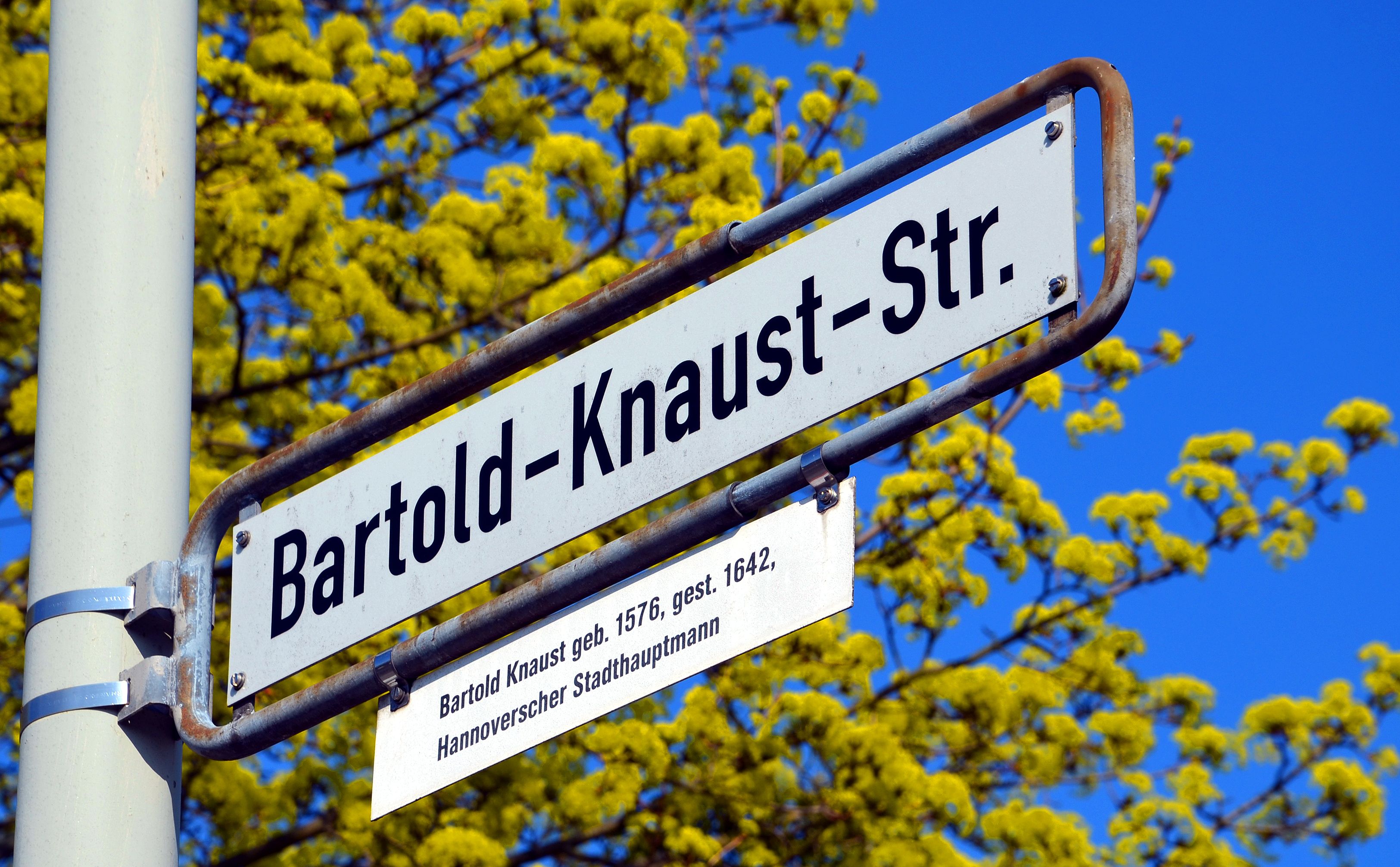
Straßenschild mit Legende in Oberricklingen

Bartold Knaust war bereits ein Offizier, als er 1608 Stadthauptmann von Hannover wurde, und wurde nun der erste Offizier überhaupt in dieser Stellung. Abschlägig beschied die Stadt dagegen die Bewerbungen von Werner von Mandelsloh, Johann von Holle und Tönnies von Alten, obwohl von Alten der Stadt sogar angeboten hatte, zwei bis drei Fähnlein zu Verteidigungszwecken zu beschaffen.
Bartold Knaust machte sich zunächst verdient um die Instandsetzung der Stadtbefestigung Hannovers. Nach dem Beginn des Dreißigjährigen Krieges verstärkte er die ohnehin wehrpflichtigen Bürger der Stadt um eine ganze Kompagnie von Soldaten, die er bis 1626 auf rund 300 aufstockte. Doch obwohl Tilly schon zuvor 1625 eine Belagerung beziehungsweise Besetzung der Stadt vorbereitet hatte, blieb die – befestigte – Stadt im Wesentlichen von Tilly verschont. Die Chronisten der Stadt führten dies auch auf Knausts gute Beziehungen zu Tilly zurück.
Knaust, der auch als guter Schütze unter den Bürgern in Erscheinung trat, war offenbar mit der Besoldung unzufrieden. Er wurde im Juli 1632 abgesetzt und durch Caspar von Lüde ersetzt.
Bartold Knaust starb noch während des Krieges 1642 in Hannover.

## Bartold-Knaust-Straße
Mit der Namensgebung der 1925 im hannoverschen Stadtteil Oberricklingen angelegten Bartold-Knaust-Straße wurde der Stadtkommandant posthum geehrt.